# Palla anti-stress

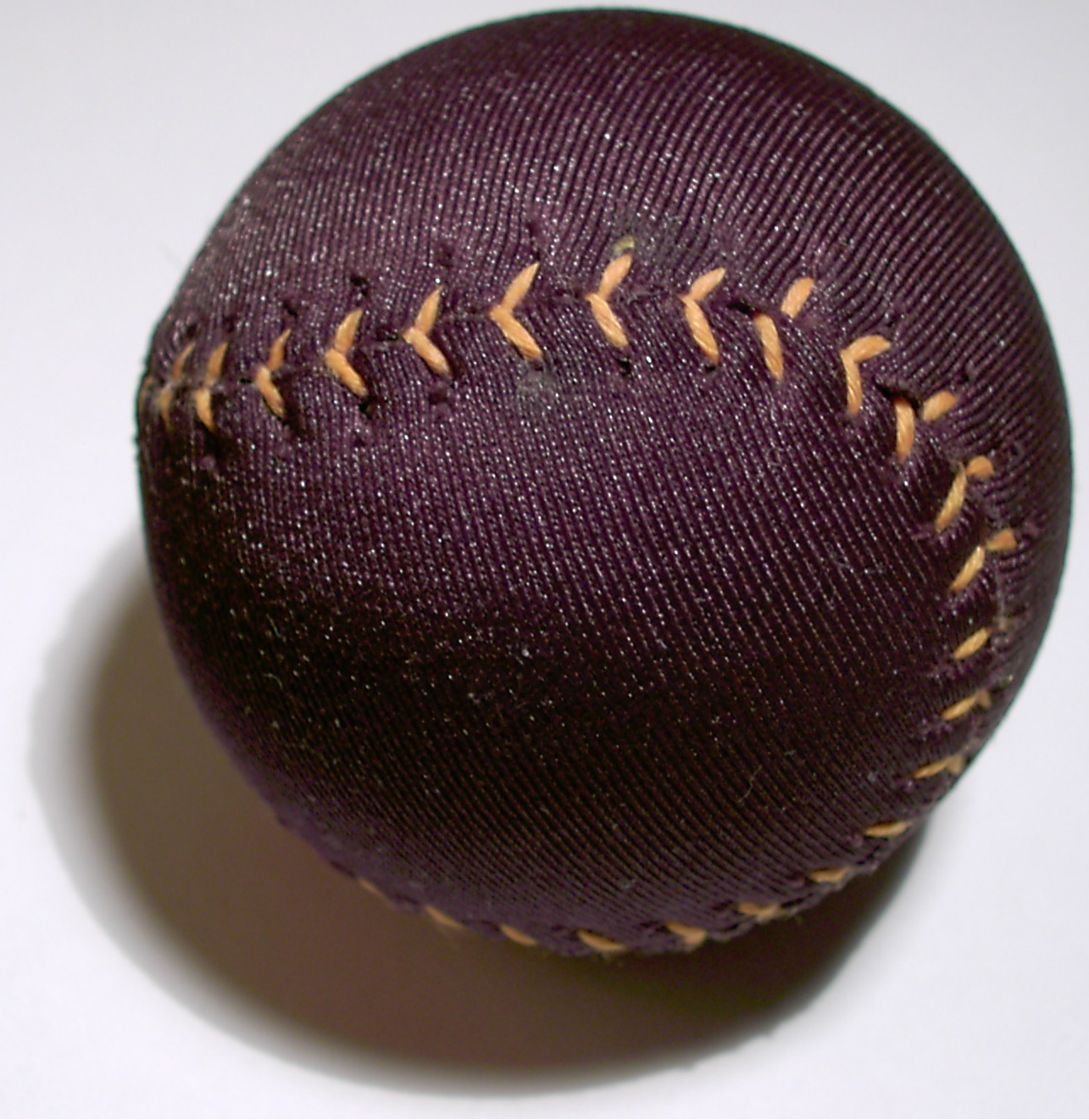
Una palla anti-stress

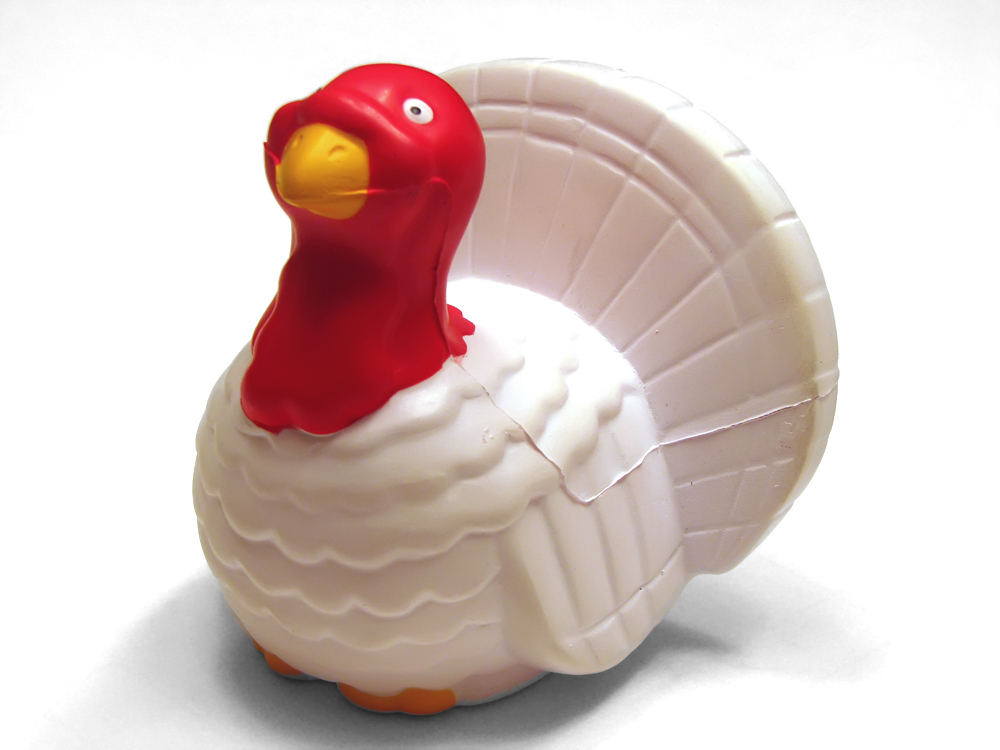
Un tacchino in gomma usato come giocattolo anti-stress

Una palla anti-stress, o più in generale giocattolo anti-stress, è un giocattolo malleabile, di solito non più di grande di 7 cm di diametro. Stretta nella mano e manipolata con le dita, serve per aiutare o alleviare lo stress e la tensione muscolare, oppure per esercitare i muscoli della mano.
Nonostante la forma originaria sia quella della palla, non sempre i giocattoli anti-stress sono sferici. Possono assumere qualunque forma, purché il materiale sia malleabile e sensibile alla pressione.

## Descrizione
Ci sono molti tipi di palle anti-stress. Alcune sono fatte di poliuretano. Questo tipo di palla-antistress si ottiene iniettando le componenti liquide della schiuma in uno stampo. La reazione chimica risultante crea bolle di anidride carbonica come sottoprodotto, che a loro volta producono la schiuma.
Le palle anti-stress, in particolare quelle utilizzate nella fisioterapia, possono contenere anche gel di diversa densità all'interno della stoffa. In un altro tipo viene usata una sottile membrana di gomma che circonda la palla. Quest'ultimo tipo può essere fatto in casa con una palla riempita di bicarbonato di sodio. Alcune palle simili ad un footbag sono commercializzate e utilizzate come palle anti-stress.
L'ultima innovazione della palla anti-stress è fatta con po' di filato incollato sulla parte superiore della sottile membrana di gomma, avendo così una caricatura di un volto stampato sulla palla in modo tale che il filato rappresenti i capelli della caricatura. Queste sono conosciute come hairy stress ball.
Nonostante il nome, le palle anti-stress non sono tutte di forma sferica. Molti giocattoli anti-stress sono modellati. Essi spesso vengono presentati ai dipendenti e ai clienti come omaggio promozionale. Le palle anti-stress sono il terzo più importante regalo promozionale nel Regno Unito. Ci sono letteralmente centinaia di forme diverse per soddisfare qualsiasi esigenza di marketing. I giocattoli anti-stress vengono usati da chi soffre di Repetitive Strain Injury, malattie reumatiche autoimmuni e sindrome del tunnel carpale.